# Bondeska palatset, Rosenbad
Bondeska palatset (även kallat Bondeska huset) var en byggnad uppförd 1787–1798 och riven 1899, som upptog större delen av kvarteret Rosenbads södra del vid Strömgatan 22 och Drottninggatan 3 i Stockholm.
Grundläggningen till palatset påbörjades 1787 av riksrådet greve Carl Bonde och skulle tjäna som hans stadsresidens efter att det tidigare  Bondeska palatset på andra sidan Norrström sålts till Stockholms stad och blivit dess rådhus. Ritningarna var signerade slottsmurmästare Henrik Walmstedt (eventuellt med hjälp av arkitekt Erik Palmstedt).
På tomterna norr och väster om Bondes hörntomt byggdes samtidigt de Hildebrandska husen, varav det västra huset var högre än Bondes men modifierades så att den fjärde våningen doldes under ett mansardtak varmed det undre takfallet sammanföll med taket på Bondeska. Även fönster och listverk samordnades varmed gaveln med dess fem fönsteraxlar blev en inarbetad del i det Bondeska palatsets fasad mot Norrström. Först 1798 stod Bondeska palatset färdigt.
I slutet av oktober 1898 inleddes rivningarna av palatset för att ge plats åt Nordiska Kreditbankens Rosenbad som ritades av Ferdinand Boberg. Bondeska palatset finns avbildat i relief på det nya huset i hörnet mot Riksbron.